# Gravity Bone
Gravity Bone est un jeu vidéo d’ aventure à la première personne développé par le studio de Brendon Chung, Blendo Games, et publié en freeware le 28 août 2008. Il utilise une version modifiée de l’id Tech 2, le moteur graphique développé par id Software pour Quake II, et inclut des musiques des films de Wong Kar-wai initialement composées par Xavier Cugat. Au cours de son développement, qui dure une année, quatre versions du jeu sont produites par le studio, la première s’approchant plus des jeux de tir à la première personne classique que la version finalement retenue. À sa sortie, le jeu est salué par la presse spécialisée qui le compare à des jeux comme Team Fortress 2 ou Portal,. Les journalistes mettent notamment en avant son scénario immersif, son atmosphère et le fait qu’il parvienne à capter l’attention du joueur sur une courte durée sans pour autant paraitre incomplet.

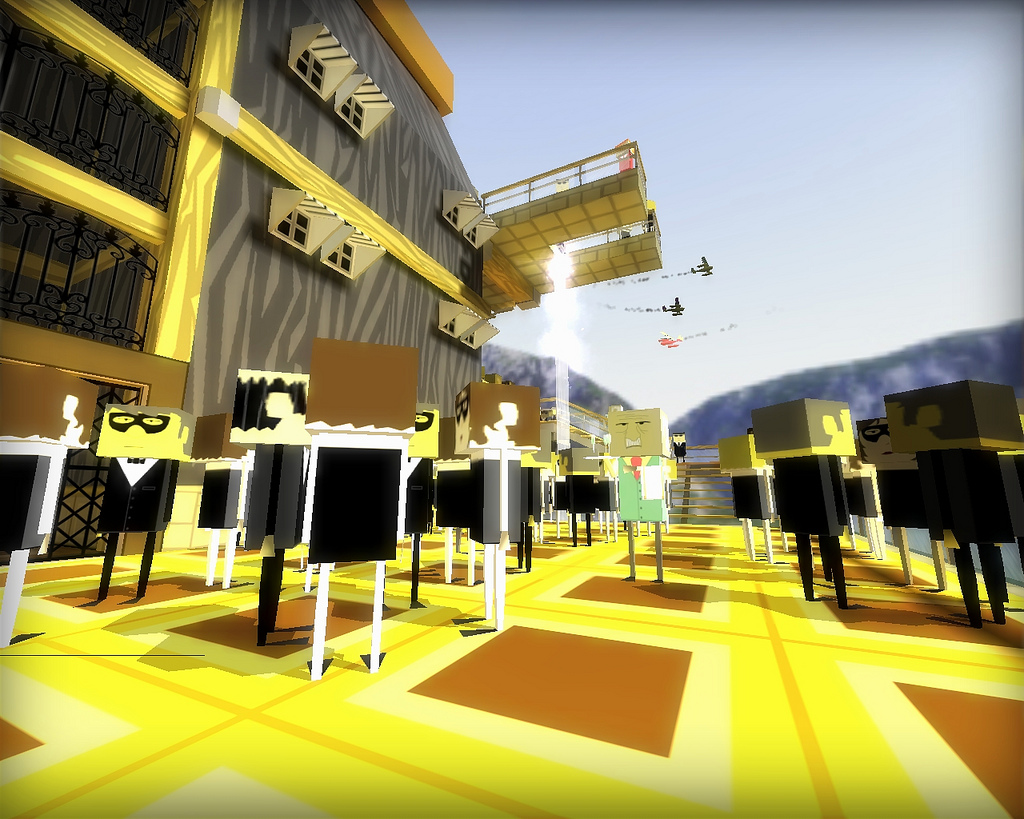

Le jeu a bénéficié d’une suite, baptisée Thirty Flights of Loving et publié en 2012.